# Alexander Östlund
Jan Alexander Östlund (Åkersberga, 1978. november 2. –) svéd válogatott labdarúgó.
A svéd válogatott tagjaként részt vett  a 2004-es Európa-bajnokságon.